# Changyuan
Changyuan (en chino, 长垣; pinyin, Chángyuán) es un municipio  bajo la administración directa de la Prefectura Xinxiang en la Provincia de Henan, República Popular China.  Su área es de 1038 km² y su población total para 2010 superó los 800 mil de habitantes. 

## Administración
Desde octubre de 2022, el  Municipio Changyuan se divide en 18 pueblos que se administran en 5 subdistritos, 11  poblados y 2 villas.

## Toponimia
El topónimo Changyuan se compone de los sinogramas Chang (largo o grande) y Yuan (nombre propio), lo que da como resultado "la gran [shou]yan".
Shouyan (首垣邑) fue una ciudad amurallada establecida durante el Período de los Reinos Combatientes, ubicada en lo que hoy es Changyuan. Shouyan podría traducirse como "Ciudad Principal Amurallada" o "Primera Fortaleza", destacando su importancia estratégica.
Tras la unificación de China bajo Qin Shi Huang (221 aC), Shouyuan fue renombrada como Changyuan. El nombre "Changyuan" (长垣, "Muralla Larga/Gran Muralla") preservó el carácter 垣 (Yuán) de su antecesora, pero añadió 长 (Cháng, "largo"), posiblemente por la extensión de sus murallas.